# Without You (Perdue sans toi)
Pour les articles homonymes, voir Without You.
Singles de Ocean Drive featuring DJ Oriska
Some People (Ton désir)
(2009) Because (Connecte-toi)
(2009)
Pistes de With the Sunshine
2. Whatcha 4. Because (Connecte-toi)
Without You (Perdue sans toi) est une chanson de dance du groupe Ocean Drive sortie le 13 juillet 2009 sous le label Sony BMG Music avec la collaboration de DJ Oriska. Il s'agit du 2e single extrait de l'album With the Sunshine (2009). La chanson a été écrite par Johnny Williams, Gilles Luka, Nicolas Carel et produite par Gilles Luka, Nicolas Carel. Le single atteint le top 5 en France.

## Formats et liste des pistes
Promo - CD-Single Sony
1. Without You (Perdue sans toi) (Radio Edit) - 3:52
2. Without You (Perdue sans toi) (Remixed by Romain Curtis) - 3:16

CD-Maxi Sony
1. Without You (Perdue sans toi) (Radio Edit) - 3:20
2. Without You (Perdue sans toi) (Club Extended)	- 5:15
3. Without You (Perdue sans toi) (Radio Edit Remixed By Romain Curtis) - 3:16
4. Without You (Perdue sans toi) (Acoustic Version) - 3:50
5. Without You (Perdue sans toi) (Extended Remixed By Romain Curtis) - 5:31

- Extras:

1. Without You (Perdue Sans Toi) (Video Clip)

## Clip vidéo
Le clip vidéo sort le 25 novembre 2009 sur le site de partage YouTube, sur le compte d'Ocean Drive. D'une durée de 3 minutes et 43 secondes la vidéo a été visionnée plus de 500 000 fois.

## Classement par pays
| Classement (2009)                       | Meilleure position |
| --------------------------------------- | ------------------ |
| France (SNEP)                           | 4                  |
| Suisse (Schweizer Hitparade)            | 37                 |
| Belgique (Wallonie Ultratop 50 Singles) | 22                 |
| France (Club 40)                        | 5                  |